# لیزا رابین کلی
 لیزا رابین کلی (انگلیسی: Lisa Robin Kelly؛ ۵ مارس ۱۹۷۰ – ۱۴ اوت ۲۰۱۳) یک هنرپیشه اهل ایالات متحده آمریکا بود. وی بین سال‌های ۱۹۹۲ تا ۲۰۱۲ میلادی فعالیت می‌کرد.